# The Classical Connection
The Classical Connection is een muziekalbum van Rick Wakeman.
Er zijn veel muziekalbums verkrijgbaar waarop klassiek geschoolde musici popmuziek interpreteren. Andere albums laten meesterwerken uit de klassieke muziek gearrangeerd naar popmuziek horen. Wakeman pakt het anders aan; hij speelde op dit album zijn eigen muziek en speelde ze op de elektrische piano op een manier zoals een pianist binnen de klassieke muziek zou doen. Het verschil in interpretatie is daarbij in vergelijking met zijn eigen albums natuurlijk niet zo groot. Wakeman is beoefenaar van de symfonische rock, een stroming binnen de rock die veelal gebruikmaakt van modellen uit de klassieke muziek.  Of de muziek op piano of synthesizers gespeeld wordt maakt qua muziek niet zo veel uit; wel klinkt de muziek hier niet zo vol als bij gebruik van (meerdere) synthesizers. Op enkele tracks werd Wakeman bijgestaan door David Paton, met wie hij ook een kleine toer hield. Het album is opgenomen op het eiland Man, toen woonplaats van Wakeman. De eerste versie van het album verscheen in een witte hoes; de tweede in een blauwe.

## Musici
- Rick Wakeman – Korg-T1 elektrische piano
- David Paton – basgitaar, akoestische gitaar

## Nummers
| Nr. | Titel                  | Duur |
| --- | ---------------------- | ---- |
| 1.  | Gone But Not Forgotten | 5:48 |
| 2.  | After the Ball         | 3:32 |
| 3.  | Elgin Mansions         | 6:06 |
| 4.  | Sea Horses             | 4:56 |
| 5.  | Merlin, the Magician   | 5:58 |
| 6.  | Catherine of Aragon    | 3:59 |
| 7.  | Catherine Howard       |      |
| 8.  | 1984:Overture          | 3:50 |
| 9.  | 1984: The Hymn         | 5:06 |
| 10. | 1984: Finale / Julia   | 6:11 |